# Енклитика
Енклитика е термин от езикознанието, с който се означава едносрична дума без собствено ударение, която е тясно свързана с предшестващата я дума и се изговаря заедно с нея. В поетическата реч енклитиката образува една ритмическа цялост (стъпка) с предходната дума, която има свое ударение.
Примери: гордея се, страх ме е, аз съм, ходи ли, Иване бе, кажи ми, остави я, някой си, мамо ма, Пенке ле. 
Терминът с противоположно значение е проклитика.